# 2007 في إثيوبيا
فيما يلي قائمة بالأحداث التي وقعت خلال عام 2007 في  إثيوبيا.

## في السلطة
- الرئيس : غيرما ولد غيورغيس
- رئيس الوزراء : مليس زيناوي

## أحداث

### يناير
- 7 يناير - اندلاع قتال بين متظاهرين صوماليين والقوات الإثيوبية في بلدة بلدوين بعد اعتقال مسؤول لرفضه تسليم عضو مخلوع في اتحاد المحاكم الإسلامية. وبحسب ما ورد أصيب ثلاثة أشخاص. [1]
- 8 يناير - وصل عبد الله يوسف أحمد، الرئيس الصومالي المؤقت، إلى العاصمة مقديشو في أول زيارة له منذ أن فرّت قوات مجاهدي اتحاد المحاكم الإسلامية من تقدم القوات الإثيوبية وجنود الحكومة المؤقتة. [2]
- 23 يناير - إثيوبيا تبدأ سحب قواتها من مقديشو. [3]
- 27 يناير - قال رئيس الوزراء الإثيوبي ميليس زيناوي إن إثيوبيا ستسحب ثلث قواتها المتمركزة في الصومال بحلول يوم الأحد 28 يناير 2007. [4]

### مارس
- 30 مارس اذار - اسقاط مروحية اثيوبية في مقديشو بينما تقاتل القوات الحكومية الاثيوبية والصومالية المتمردين. [5]

### أبريل
- 22 أبريل - قتل أكثر من 60 شخصا في اليوم الرابع من القتال العنيف بين القوات الإثيوبية والميليشيات الإسلامية في مقديشو. [6]
- 24 أبريل - شن المتمردون الإثيوبيون من جبهة تحرير أوجادين الوطنية غارة على حقل نفط تديره الصين بالقرب من حدود البلاد مع الصومال، مما أسفر عن مقتل 74 شخصًا. [7]

### يوليو
- 20 يوليو - الحكومة الإثيوبية تعفو عن زعماء المعارضة الذين حُكم عليهم بالسجن مدى الحياة لدورهم في أعمال الشغب التي أعقبت انتخابات 2005، وتطلق سراحهم. ينفي رئيس الوزراء ميليس زيناوي أن يكون الإفراج بضغط من الولايات المتحدة. [8]

### سبتمبر
- 1 سبتمبر - اتهمت منظمة أطباء بلا حدود إثيوبيا بمنعها من الوصول إلى منطقة أوغادين بشرق البلاد. [9]
- 13 سبتمبر - إثيوبيا ستنشر 5000 جندي في إطار مهمة مشتركة بين الأمم المتحدة والاتحاد الأفريقي في منطقة دارفور بالسودان. [10]

### أكتوبر
- 9 أكتوبر - البرلمان الإثيوبي يعيد انتخاب غيرما ولد غيورغيس لولاية ثانية مدتها ست سنوات.
- 21 أكتوبر تشرين الأول - جبهة تحرير أوجادين الوطنية تقول إنها نفذت هجوما على القوات الحكومية وقتل 140 جنديا. [11]

### ديسمبر
- 28 ديسمبر - انسحاب القوات الاثيوبية من بلدة رئيسية في وسط الصومال. ويقول متمردون إسلاميون إنهم يسيطرون الآن على جور عيل. [12]